# Gazan
Mahmud Gazan (perzijsko غازان خان, latinizirano: Gazan kan) je bil od leta 1295 do 1304 sedmi vladar Ilkanata, države Mongolskega cesarstva v današnjem Iranu, * 5. november 1271, † 11. maj 1304. 
Bil je sin Arguna, vnuk Abaka kana, pravnuk Hulegu kana in vladar v dolgem nizu vladarjev, neposrednih Džingiskanovih potomcev. Gazan velja za najvidnejšega ilkana in je morda najbolj znan po njegovi spreobrnitvi v islam po srečanju z imamom Ibn Tajmijo leta 1295. Spreobrnitev je pomenila prelomnico v prevladujoči mongolski religiji v Iranu, Iraku, Anatoliji in južnem Kavkazu. 
Ena od njegovih številnih zakonitih žena je bila Kokočin, mongolska princesa, prvotno zaročena z Gazanovim očetom Argunom, ki jo je poslal njegov prastric Kublajkan. 
Vojaški spopadi med Gazanovo vladavino so vključevali vojno s kairskim  Mameluškim sultanatom za oblast v Siriji in bitke s turško-mongolskim Čagatajskim kanatom. Gazan je nadaljeval diplomatske stike z evropskimi vladarji in neuspešne poskuse svojih predhodnikov, da bi oblikovali frankovsko-mongolsko zavezništvo. Gazan je bil človek visoke kulture, govoril več jezikov, imel veliko hobijev in reformiral številne vidike Ilkanata, zlasti standardizacijo valute in fiskalno politiko. 

## Otroštvo
Gazanova starša sta bila Argun in njegova priležnica Kultak Egeči iz Dorboda. Arguna so poročili, ko je bil star dvanajst let. Gazan je bil rojen  5. novembra 1271 v Abaskunu, pristanišču na jugovzhodni obali Kaspijskega jezera, in bil krščen kot vzhodni kristjan,  tako kot njegov brat Oldžejtu. Mongoli so bili tradicionalno strpni do več verstev, zato ga je v mladosti izobraževal kitajski budistični menih, ga učil stare mandarinščine in budizma ter mongolske in ujgurske pisave.

### Pod Tekuderjem
Po Abakovi smrti je živel skupaj z Gajhatujem v taboru Bulukan Hatun v Bagdadu. Z očetom se je ponovno združil, ko se je Bulukan Hatun poročila z njegovim očetom in postala Gazanova mačeha. 

## Vladavina v Horasanu
Po strmoglavljenju Tekuderja leta 1284 je bil Gazanov oče Argun ustoličen kot ilkan, enajstletni Gazan pa je postal podkralj Horasana in se preselil v Horasan. Očeta od takrat ni nikoli več videl. Za Gazanovega namestnika je bil imenovan emir Tegene, ki Gazanu ni bil preveč všeč. Leta 1289 je prišlo do konflikta z drugimi Mongoli, ko se je Argunu uprl Naruz, mladi emir iz klana Ojratov, čigar oče je bil pred Hulegujem civilni guverner Perzije. Med žrtvami Navruzovega napada 20. aprila 1289 je bil tudi Gazanov namestnik Tegene, ki je bil ujet in zaprt. Navruzovega varovanca, princa Hulačuja, je deset dni pozneje aretiral Gazanov poveljnik Mulaj. Ko je Navruza leta 1290 premagala okrepljena Argunova vojska, je Naruz pobegnil iz Ilkanata in se pridružil Džingiskanovemu potomcu Kajduju, ki je vladal v sosednjem Čagatajskem kanatu. Gazan je naslednjih deset let branil mejo Ilkanata pred vdori Čagatajskega kanata. 

### Pod Gajhatujem
Ko je Gazanov oče Argun leta 1291 umrl, Gazan ni mogel uveljavljati svojih zahtev do nasledstva, ker je bil vpleten v Navruzove napade in se spopadal z upori in lakoto v Horasanu in Nišapurju. Tagačar, vojaški poveljnik, ki je služil prejšnjim trem ilkanom, je bil verjetno vpleten v Argunovo smrt in je podprl Gazanovega strica Gajhatuja kot novega ilkana. Čeprav je bil Gajhatu že v otroštvu Gazanov tekmec, je Gazanu poslal pomoč v boju proti Navruzu pod vodstvom princa Anbarčija. Sam je odšel v Anatolijo, da bi zatrl vstaje Turkomanov. Spomladi lakota dosegla tudi Anbarčijevo vojsko in se je morala vrniti v Azerbajdžan. Podobno se je končal tudi Anbarčijev drugi poskus. Gazan je na povratku iz Tabriza v Horasan sprejel princeso iz mongolske kitajske dinastije Juan. V njeni karavani je bil med potniki tudi Marko Polo. Kokočin so sprva zaročili z Gazanovim očetom Argunom, ker je on umrl, pa so jo poročili z njegovim sinom Gazanom.
Leta 1294 je Gazan prisilil Navruza k predaji in Navruz je postal eden od njegovih namestnikov. Gazan je bil zvest svojemu stricu, vendar je nasprotoval  uvedbi papirnatega denarja v svoji provinci, domnevno zaradi vlažnega podnebja, neprimernega za rokovanje s papirjem.

### Proti Bajduju
Leta 1295 so podkralj Anatolije in poveljnik mongolske vojske Tagačar in njegovi zarotniki, ki so verjetno stali za Argunovo smrtjo, ukazali ubiti tudi njegovega naslednika Gajhatuja. Zatem so na prestol postavili popustljivega Gazanovega bratranca Bajduja. Bajdu je bil predvsem figura, ki je zarotnikom omogočila, da so si med seboj razdelili Ilkanat. Ko je Gazan izvedel za Gajhatujev umor, se je odpravil nad Bajduja. Bajdu mu je pojasnil, da so ga zaradi Gazanove odsotnosti izbrali plemiči kot edinega možnega kandidata za prestol Ilkanata. Emir Novruz je Gazana spodbudil, naj ukrepa proti Bajduju, četudi je bil le figura v primežu plemičev. Bajdujeva in Gazanova vojska sta se srečali  blizu Kazvina. Prvo bitko je dobil Gazan, a se je potem umaknil, ko je spoznal, da je nasprotnikova vojska le delček celotne vojske, s katero se bo moral soočiti. Kljub temu je ujel Arslana, potomca Džočija Kasarja.
Po kratkem premirju je Bajdu ponudil Gazanu sovladarstvo Ilkanata in Novruzu mesto sahib-i divana (nekakšen predsednik vlade), za kar je Gazan kot protipogoj zahteval prihodke od očetovih dednih posesti v Farsu, perzijskem Iraku in Kermanu. Novruz je te pogoje zavrnil, kar je privedlo do njegove aretacije.  
Gazan se je 16. junija 1295 spreobrnil v sunitski islam kot pogoj za Navruzovo vojaško podporo.
Novruz je v Kazvin prišel s 4000 vojaki in na poti proti Azerbajdžanu zahteval dodatnih 120.000 vojakov pod poveljstvom Ebugena, kar je povzročilo paniko med prebivalstvom. Paniki je 28. avgusta 1295 sledil prebeg Tagačarja in njegovih podrejenih poveljnikov in vplivnih emirjev na Novruzovo stran. Ko je Bajdu spoznal, da je poraz neizbežen, je prosil za podporo Tagačarja, ne da bi vedel za njegov prebeg. Ko je to izvedel, je 26. septembra 1295 pobegnil k emirju Tukalu v Gruzijo. Gazanovi poveljniki so ga blizu Nahčivana ujeli in ga aretirali. Odpeljali so ga v Tabriz in ga 4. oktobra 1295 usmrtili. 

## Zgodnja vladavina
Gazan je po Bajdujevi usmrtitvi Bayduja 4. oktobra 1295 v Tabrizu razglasil svojo zmago. Razglasitvi je sledilo več imenovanj, odlokov in usmrtitev. Eldžidaj, zet Gajhatujevega sina Alafranga, je bil usmrčen, Navruz pa je bil nagrajen s položajem navaba, kar mu je dalo izjemno moč. Kot tak je izdal uradni odlok, uperjen proti neislamskim verstvom. Njegovi pristaši so začeli preganjati budiste in kristjane do te mere, da se niti budizem niti krščanstvo v Iranu nista več opomogla. Stolnica Cerkve Vzhoda v mongolski prestolnici Marageh je bila izropana, cerkve v Tabrizu in Hamadanu pa porušene. 
Čistke so doletele tudi  Bajdujeve lojaliste: 10. oziroma 15. oktobra sta bila usmrčena emirja Džirghadaj in Končukbal. Slednji je bil še posebej  osovražen zaradi umora Ak Buke Džalairja. po odstavitvi Bajdujevega vezirja Džamala al-Dina je njegov položaj zasedel Tagačarjev varovanec Sadr al-Din Zandžani. Po letu 1296 je sledil še en niz usmrtitev Tagačarjev nasprotnikov. 
Medtem je bil bil umorjen tudi Nogaj, kan Zlate horde. Njegova žena Čubej je z njunim sinom Torajem ali Burijem pobegnila h Gazanu. 

### Čistke plemičev
Gazan je omilil nesoglasja z Zlato hordo, vendar sta Ögedejeva in Čagatajeva hiša iz Srednje Azije še naprej resno ogrožali tako Ilkanat kot njegovega gospodarja in zaveznika, velikega kana na Kitajskem. Po Gazanovem kronanju je 9. decembra 1295 Horasan napadel čagatajski kan Duva. Gazan je proti njemu poslal svoja sorodnika, princa Sogaja in Esena Timurja. Oba princa sta dezertirala, ker sta bila prepričana, da gre za Navruzovo zaroto, da bi plemstvo še bolj prikrajšal za njihove posesti. Oba princa sta bila leta 1298 usmrčena. Drug bordžiginski princ, Arslan, ki ga je Gazan ujel že prej in ga pomilostil, se je v Bilasuvarju uprl. Po nizu bitk v bližini Bajlakana je bil tudi on ujet in skupaj z uporniškimi emirji 29. marca usmrčen. 
Po odstranitvi princev naj bi bil Tagačar vpleten v upor princa Sogaja in razglašen za upornika. Tagačar se je utrdil v Tokatu in se uprl Gazanovim poveljnikom Harmanjiju, Baltuju in Arapu, a ga je Baltu kmalu zatem aretiral in izročil Gazanu. Gazan ga je nejevoljno ukazal usmrtiti, čeprav se je zavedal, da mu je bil v pomoč in ga ni neposredno ogrožal. Tagačarjevemu varovancu Sadru ul-Din Zandžaniju je bil marca 1296 odvzet položaj vezirja, čemur je sledila aretacija. Po posredovanju Bulukhan Hatun  je bil pomiloščen. 
Med čistami, ki so sledile, je bil 7. septembra 1296 usmrčen Čormakanov vnuk Bajgut, oktobra 1296 hazaraspidski vladar Afrasiab I. in 27. oktobra 1296 Bajdujev vezir Džamal ud-Din Dastgerdani. 

#### Baltujev upor
Tagačarjeva smrt je sprožila upor Baltuja iz klana Džalair v Anatoliji. Baltuja je podpiral Ildar, ki je bil aretiran in septembra 1296 usmrčen. Dva meseca pozneje je Anatolijo napadel Kutlukšah s 30.000 možmi in zatrl Baltujev upor, Baltuja pa junija aretiral. Njega in sina so 14. septembra 1297 v Tabrizu usmrtili. Aretiran je bil tudi seldžuški sultan Sultanata Rum Mesud II. in zaprt v Hamadanu.

#### Padec Navruza
Mongolski emir Navruz se je sprl z Nurinom Ako, ki je bil bolj priljubljen med vojaki, in nato zapustil Horasan. Po vrnitvi na zahod je preživel poskus atentata in bil kmalu zatem obtožen izdaje in tajnega zavezništva z Mameluki. Po mameluških virih se je Navruz dopisoval s sultanom Ladžinom. Gazan je izkoristil priložnost in maja 1297 začel čistko proti Navruzu in njegovim privržencem. V Hamadanu so bili usmrčeni Navruzov brat Hajdži Narin, privrženec Satalmiš in vsi Navruzovi otroci. 2. aprila 1297 je bil v Iraku usmrčen Navruzov brat Lagzi Guregen. Njegovemu dvanajstletnemu sinu Togaju je bilo prizanešeno s posredovanjem  Bulugan Hatun Hurasani, vnukinje Gazanove žene Argun Ake. Sin je bil predan v skrbništvo emirja Huseina. Med drugimi pomiloščenimi sta bila Navruzov brat Jol Kutluk in nečak Kučluk. Kasneje istega leta se je Gazan odpravil proti samemu Navruzu, ki je bil takrat poveljnik vojske Horasana. Gazanove sile so Navruza premagale v bitki blizu Nišapurja. Navruz se je zatekel na dvor kralja Herata v severnem Afganistanu, kjer so za izdali in izročili Kutlušahu, ki ga je 13. avgusta ukazal usmrtiti.

### Odnosi z drugimi mongolskimi kanati
Gazan je vzdrževal trdne vezi z velikima kanoma Juana in Zlate horde. Leta 1296 je Timur, Kublajkanov naslednik in drugi cesar dinastije Juan, poslal vojaškega poveljnika Bajdžuja v mongolsko Perzijo. Pet let pozneje je Gazan poslal svoje mongolske in perzijske vazale, da bi pobrali dohodek iz Hulegujevih posesti na Kitajskem. Med bivanjem na Kitajskem so Timurju izplačali davek in bili vključeni v kulturne izmenjave po vsej mongolski Evraziji. Gazan je pozval tudi druge mongolske kane, naj se združijo pod Timurjevim vodstvom. Pri tem ga je podprl celo Kajdujev sovražnik, Bajan kan iz Bele horde. Na Gazanovem dvoru so bili prisotni kitajski zdravniki.

## Kasnejše vladanje
Da bi stabiliziral državo, je Gazan nadaljeval s čistko. 15. aprila 1298 je zaradi domnevnega upora usmrtil Tajdžuja, sina Möngkeja Timurja, 4. maja vezirja Sadr ul-Dina Zandžanija, 3. junija njegovega brata Kutba ul-Dina ter bratranca Kavama ul-Mulka in 10. oktobra zaradi obtožb poneverbe Abu Bakra Dadkabadija. Gazan je za novega vezirja imenoval Rašida al-Dina Hamadanija, judovskega spreobrnjenca v islam. Novi vezir je ostal na položaju naslednjih 20 let do leta 1318.  Gazan je Rašida al-Dina zadolžil tudi za pisanje zgodovine  Mongolov in njegove dinastije z naslovom Džami al-Tavarih (Kompendij kronik ali Univerzalna zgodovina). V več letih pisanja se je delo razširilo in zajelo celotno zgodovino sveta od Adamovih časov. Dokončano je bilo med vladavino Gazanovega naslednika Oldžejtuja. Narejenih je bilo veliko prepisov, od katerih se jih je nekaj ohranilo do danes. 
Po Tajdžujevi usmrtitvi je 11. septembra 1298 za podkralja Arrana imenoval Nurina Ako. 

### Sulemišev upor
Sulemiš, ki ga je Kutlugšah po Baltujevem uporu imenoval za podkralja v Anatoliji, se je leta 1299 uprl. Zbral je 20.000 mož, kar je odložilo Gazanov načrt za napad na Sirijo, ki je bila pod oblastjo Mamelukov. Kutlugšah je bil prisiljen vrniti se iz Arrana in je 27. aprila 1299 blizu Erzincana premagal Sulemiša. Uporniki so pobegnili  v mameluški Egipt. Sulemiš se je z mameluškimi okrepitvami vrnil v Anatolijo, a je bil ponovno poražen. 27. septembra 1299 so ga ujeli in odpeljali v Tabriz in ga za kazen sežgali na grmadi.

### Mameluško-ilkanidska vojna
Gazan je bil eden v dolgem nizu mongolskih vladarjev, ki so vzpostavljali diplomatske stike z Evropejci in križarji v poskusih, da bi oblikovali frankovsko-mongolsko zavezništvo proti njihovemu skupnemu sovražniku, egiptovskemu Mameluškemu sultanatu. Na razpolago je že imel vojske krščanskih vazalnih držav, kot sta bili Kilikijska Armenija in Gruzija. Njegov načrt je bil uskladiti akcije svojih sil s krščanskimi vojaškimi redovi in ciprsko aristokracijo in poraziti egiptovske Mameluke. Po porazu bi bil Jeruzalem predan evropskim križarjem.
Znano je, da je za Gazana delalo veliko Evropejcev, med njimi Ciolo Bofeti di Anastasio iz Pise in  Buscarello de Ghizolfi. Oba sta bila pogosto na visokih položajih. V službo mongolskih vladarjev je vstopilo na stotine takšnih zahodnih pustolovcev. Po pisanju zgodovinarja Petra Jacksona je bilo v 14. stoletju na Zahodu mongolsko obredje tako zelo priljubljeno, da so mnogi novorojenci v Italiji dobili imena po mongolskih vladarjih. Zelo pogosta so bila imena Can Grande (Veliki kan), Alaone (Hulegu, Gazanov praded), Argone (Argun, Gazanov oče) ali Cassano (Gazan).
Oktobra 1299 se je Gazan s svojo vojsko odpravil na pohod na Sirijo in povabil kristjane, naj se mu pridružijo. Zavzel je Alep, kjer se mu je pridružil kralj Armenske Kilikije Hetum II. V Hetumovi vojski je bilo nekaj templjarjev in hospitalcev. Mongoli in njihovi zavezniki so 23. ali 24. decembra 1299 premagali Mameluke v bitki pri Vadi al-Hazandarju. Po bitki se je skupina Mongolov odcepila od glavnine in zasledovala  umikajoče se mameluške čete vse do Gaze in jih potisnila nazaj v Egipt. 
Glavnina Gazanovih sil je nadaljevala pohod proti Damasku, ki se je predal nekje med 30. decembrom 1299 in 6. januarjem 1300, njegova citadela pa se je še upirala. Večina Gazanovih sil se je nato februarja umaknila, verjetno zaradi pomanjkanja krme za konje. Gazan je obljubil, da se bo pozimi 1300–1301 vrnil in napadel Egipt. Približno 10.000 konjenikov pod poveljstvom mongolskega generala Mulaja je ostalo za kratek čas v Siriji, preden so se tudi oni umaknili zaradi mameluških napadov.
Mameluki so se Gazana resnično bali in ga prezirali, zato so januarja 1300 poslali delegacijo vodilnih učenjakov in imamov, vključno z Ibn Tajmijo, v Gazanov tabor v al-Nabku severno od Damaska, da bi Gazana prepričali, naj ustavi napad na Damask.  
Julija 1300 so križarji zbrali majhno floto šestnajstih galej in nekaj manjših ladij za napad na obalo. Z njimi je plul tudi Gazanov veleposlanik. Križarji so uspeli vzpostaviti oporišče na majhnem otoku Ruad, od koder so med čakanjem na Gazanove sile napadali Tartus. Ker se je prihod mongolske vojske zavlekel, so se  križarji umaknili na Ciper. Na Ruadu so pustili garnizijo, ki so jo Mameluki do leta 1303 oblegali in nato zavzeli. 
Februarja 1301 so Mongoli ponovno napadli s 60.000 možmi, vendar so uspeli izvesti samo nekaj napadov po Siriji. Gazanov general Kutlušah je v dolini Jordana namestil 20.000 konjenikov, da bi zaščitil Damask, kjer je bil nameščen mongolski guverner, a so bili kmalu prisiljeni na umik. 
Za naslednjo zimsko ofenzivo so bili ponovno narejeni načrti za skupne operacije s križarji in konec leta 1301 je Gazan prosil papeža Bonifacija VIII., naj pošlje vojake, duhovnike in kmete, da bi Sveta dežela ponovno postala frankovska država. Gazan se s svojo vojsko tudi tokrat ni pojavil na bojišču in leta 1302 ponovno pisal papežu. Njegova delegacija je obiskala dvor sicilskega kralja Karla II. Anžujskega, ki je 27. aprila 1303 kot svojega veleposlanika na Gazanov dvor poslal Gualteriusa de Lavendela.
Leta 1303 je Gazan preko Buscarella de Ghizolfija poslal še eno pismo Edvardu I. Angleškemu, v katerem je ponovil obljubo svojega pradeda Hulegu kana, da bodo Mongoli prepustili Jeruzalem Frankom v zameno za pomoč v vojni proti Mamelukom. Mongoli so skupaj s svojimi armenskimi vazali zbrali približno 80.000 mož, da bi odbili napadalce iz Čagatajskega kanata. Po uspehu proti Čagatajcem so se obrnili proti Siriji, kjer so jih aprila 1303 v odločilni bitki pri Mardž al-Safarju južno od Damaska popolnoma potolkli Mameluki. To je bila zadnja večja mongolska invazija na Sirijo.

## Konec vladavine
Po vojaških pohodih se je Gazan julija 1302 vrnil v svojo prestolnico Udžan in opravil več imenovanj: Nirun Aka in Oldžejtu sta bila ponovno potrjena za podkralja v Aranu oziroma Horasanu, Mulaj je bil poslan v Diyarbakir, Kutlukšah pa v Gruzijo. Leta 1302 je od Andronika II. Paleologa prejel konkubino, morda Despino Hatun, ki se je kasneje poročila z Oldžejtujem. 17. septembra 1303 je Gazan zaročil svojo hčer Oldžej Kutlug z Bistamom, sinom svojega brata Oldžejtuja.
Po besedah Rašida al-Dina je Gazan po smrti svoje žene Karamun 21. januarja postal depresiven. Svojim emirjem je nekoč rekel, da je "življenje zapor ... in ne korist". Marca ali aprila je za svojega naslednika imenoval svojega brata Oldžejtuja, saj ni imel svojega sina. 11. maja 1304 blizu Kazvina  umrl.
Zdi se, da se je Gazan ukvarjal s sufizmom. Po pričevanju šejka Sadra al-Dina Ibrahima Hamuija, zapisanem v več mameluških virih, je Gazan od njega dobil volnen plašč, kar kaže na to, da je bil ilkan morda iniciran kot sufi. To ne pomeni, da so Gazanovi odnosi s sufiji potekali brez težav. Leta 1303 je do njega prišla vest o zaroti sufističnih šejkov in drugih, da bi ga odstavili in nadomestili z njegovim bratrancem Ala Firengom, sinom ilkana Gajhatuja (vladal 1291–1295).

## Zapuščina

### Verska politika
Gazan je v okviru spreobrnitve v islam spremenil svoje ime v Mahmud. Islam je po njegovi spreobrnitvi na mongolskih ozemljih pridobil na priljubljenosti. Ilkan je bil strpen do več drugih verstev, spodbujal prvotno arhaično mongolsko kulturo, toleriral šiite in spoštoval vere svojih gruzijskih in armenskih vazalov. Gazan je torej nadaljeval versko politiko svojega prednika.
Ko je izvedel, da se nekateri budistični menihi pretvarjajo, da so se spreobrnili v islam, ker so bili njihovi templji uničeni, je vsem, ki so želeli, dovolil, da se vrnejo v Tibet, Kašmir ali Indijo, kjer so lahko svobodno sledili svoji veri in bili med drugimi budisti.
Mongolski zakonik Jassa je ostal v veljavi in mongolski šamani so ostali politično vplivni ves čas vladavine Gazana in njegovega brata in naslednika Oldžejtuja. Po Oldžejtujevi smrti so starodavna mongolska izročila sčasoma utonila v pozabo.
Druge verske pretrese v Ilkanatu med Gazanovo vladavino je sprožil Navruz. Gazan je njegova izsiljevanja preprečil z izdajo odloka, ki je kristjane oprostil plačevanja džizje, davka, ki so ga plačevali nemuslimani. Razen tega je leta 1296 ponovno vzpostavil krščanskega patriarha Mara Jabalaha III. Gazan naj bi kaznoval verske fanatike, ki so 21. julija 1298 uničili cerkve in sinagoge v Tabrizu. 

### Reforme
Gazan je bil človek visoke kulture z mnogimi hobiji, vključno z jezikoslovjem, agrotehniko, slikarstvom in kemijo. Po besedah bizantinskega zgodovinarja Georgija Pahimerja (1242–1310) ga  
"Nihče ga ni prekosil v izdelavi sedel, uzd, ostrog, oklepov za goleni in čelad; znal je krojiti, šivati in polirati ter tem poklicom posvečal svoj prosti čas po vojni."  
Govoril je več jezikov, med njimi kitajsko, arabsko in frankovsko, verjetno latinsko, in seveda mongolsko.
Gazan je poenotil mere, kovance in uteži in v Perziji odredil nov popis prebivalstva, da bi opredelil svojo fiskalno politiko. Divja, nerodovitna in zapuščena zemljišča  je začel obdelovati za gojenje poljščin, pri čemer je močno podpiral rabo in uvajanje vzhodnoazijskih poljščin. Izboljšal je poštni sistem, gradil hostle, bolnišnice, šole in trgovske postojanke. Njegovi odposlanci so na potovanjih prejemali dnevnice, plemstvo pa je potovalo na lastne stroške. Gazan je odredil, da osebje poštne relejne službe lahko uporabljajo le odposlanci, ki prenašajo nujne vojaške obveščevalne podatke. Mongolski vojaki so od dvora dobili ikto, kos zemlje, ki jim je zagotavljal prihodke. Gazan je prepovedal posojanje denarja z obrestmi.
Reformiral je izdajanje jarlikov (odredb), ustvaril ustaljene obrazce in pečate ter odredil, da se vsi jarliki hranijo v dvornem arhivu. Jarlike, starejše od 30 let, je ukazal razveljaviti, skupaj s starimi paizami (pečati). Nove paize je razdelil v dva razreda. Paize so zdaj vsebovale imena nosilcev, da bi preprečili njihov prenos. Stare paize so se morale ob koncu mandata uradnika vrniti. 
V fiskalni politiki je uvedel enotno valuto, vključno z gazanskim dananirjem (dinarjem), in reformiral nabavne postopke, s čimer je nadomestil tradicionalno mongolsko politiko do obrtnikov v Ilkanatu, kot je organiziranje nakupov surovin in plačil obrtnikom. Odločil se je tudi za nakup večine orožja na prostem trgu. 
Na kovancih je Gazan izpustil ime velikega kana in namesto tega na kovance v Iranu in Anatoliji vgraviral svoje. Diplomatske in gospodarske odnose z velikim kanom v Daduju je kljub temu vzdrževal. V Gruziji je koval kovance s tradicionalnim mongolskim napisom "Kovano s strani ilkana Gazana v imenu kagana", ker je želel s pomočjo velikih kanov dinastije Juan zavarovati svoje interese na Kavkazu. Še naprej je uporabljal tudi kitajski pečat velikega kana, ki ga je razglasil za vanga (kneza) velikega kana.
Njegove reforme so zajele tudi vojsko. V svojem središču je ustanovil več novih stražarskih enot, večinoma mongolskih, vendar je omejil njihov politični vpliv. Gazan je menil, da prodaja otrok v suženjstvo, ki se je dogajalo predvsem v revnih mongolskih družinah, škoduje tako državi kot ugledu mongolske vojske. V državnem proračunu je zato predvidel sredstva za odkup mongolskih sužnjev in svojega ministra Bolada, veleposlanika velikega kana Kublaja, imenoval za poveljnika vojaške enote odkupljenih mongolskih sužnjev.

## Družina
Gazan je imel devet žena, od tega šest glavnih in eno konkubino. Z njimi je imel nekaj otrok, ki so vsi umrli pred njim.